# Lãnh thổ tự trị Ấn Độ
Lãnh thổ tự trị Ấn Độ, hay còn được biết đến với tên chính thức là Liên hiệp Ấn Độ, là một phần của Khối Thịnh vượng chung Anh tồn tại ngày 15 tháng 8 năm 1947 đến hết ngày 26 tháng 1 năm 1950 sau khi Ấn Độ thành nước cộng hòa.
Giữa giai đoạn giành được độc lập từ Vương quốc Anh ngày 15 tháng 8 năm 1947 và tuyên bố của một nước cộng hòa vào ngày 26 tháng 1 năm 1950, Ấn Độ là một nước thống trị độc lập trong Khối Thịnh vượng chung Anh với vua George VI. Mặc dù đất nước chia sẻ nguyên thủ quốc gia với Vương quốc Anh, nhưng nó là một quốc gia độc lập hoàn toàn có chủ quyền. Quốc gia này được tạo ra bởi Đạo luật Độc lập Ấn Độ năm 1947 và được chuyển đổi sang Cộng hòa Ấn Độ sau khi ban hành Hiến pháp Ấn Độ vào năm 1950.
Vua được đại diện bởi Toàn quyền Ấn Độ. Tuy nhiên, Tổng thống không được chỉ định làm phó vương, như thường lệ dưới thời Raj thuộc Anh. Chức vụ Phó vương đã bị bãi bỏ trên nền độc lập Ấn Độ. Hai văn phòng tổng thống được tổ chức tại Ấn Độ giữa độc lập và sự biến đổi của nó thành một nước cộng hòa: Lord Mountbatten của Miến Điện (1947–48) và Chakravarti Rajagopalachari (1948–50). Jawaharlal Nehru là Thủ tướng Ấn Độ trong suốt thời kỳ này.

## Lịch sử

### Phân chia Ấn Độ
Sự phân chia của Raj thuộc Anh diễn ra ngày 15 tháng 8 năm 1947 đã dẫn đến việc lập ra các nhà nước có chủ quyền, cả hai đều là lãnh địa tự trị: Pakistan (sau này tách ra thành Cộng hòa Hồi giáo Pakistan và Cộng hòa Nhân dân Bangladesh năm 1971) và Ấn Độ (sau này là Cộng hòa Ấn Độ). Ấn Độ nhận 82,5 đạn dược, vũ trang và vận tải từ quân đội kết hợp của Raj, và 70% nhân lực.
Từ thập niên 1920, phong trào độc lập Ấn Độ đã yêu cầu Pūrṇa Swarāj (tự trị hoàn toàn) cho quốc gia Ấn Độ và việc thành lập Lãnh thổ tự trị và Lãnh thổ tự trị Pakistan là một chiến thắng lớn cho người Swaraji. Tuy nhiên, Phân vùng đã gây tranh cãi trong nhân dân, và dẫn đến bất ổn chính trị đáng kể và giải giáp.

#### Hậu quả
Hầu hết các quốc gia hoàng tử trong số 565 thuộc lãnh thổ Ấn Độ đã tham gia vào sự thống trị của Ấn Độ. Bang Junagadh đa số theo đạo Hindu nằm ở Gujarat thời hiện đại đã cố gắng gia nhập Pakistan dưới thời Nawab Sir Muhammad Mahabat Khanji III, một người Hồi giáo. Nó bị chính phủ Ấn Độ thôn tính. Tương tự như vậy, Nhà nước Hyderabad đã tìm cách duy trì sự độc lập và cũng bị Ấn Độ sáp nhập vào năm 1948.

### Xung đột với Pakistan
Các quốc gia mới được thành lập của Pakistan và Ấn Độ đều tham gia Khối thịnh vượng chung, một nền tảng hợp tác giữa các quốc gia từng là một phần của Đế quốc Anh. Tuy nhiên, họ sớm thấy mình ở chiến tranh bắt đầu từ tháng 10 năm 1947, trong vòng tranh chấp tình trạng như Jammu và Kashmir. Các chiến binh Pakistan đã vào bang, báo động Maharaja Hari Singh, người đã kêu gọi Ấn Độ can thiệp quân sự, để đổi lấy việc ký kết Công cụ gia nhập và sáp nhập vào Ấn Độ. Khu vực này được tranh cãi cho đến ngày nay và hai cuộc chiến tranh Ấn Độ-Pakistan khác đã xảy ra như một phần của cuộc xung đột Kashmir.
Sự thống trị của Ấn Độ bắt đầu làm việc hướng tới một hiến pháp dựa trên nền dân chủ tự do ngay sau khi giành được độc lập.

### Cộng hòa Ấn Độ
Các Hội đồng lập hiến thông qua Hiến pháp Ấn Độ, được soạn thảo bởi một ủy ban do B. R. Ambedkar, trên 26 tháng 11 năm 1949. Ấn Độ bãi bỏ vai trò của chế độ quân chủ lập hiến và trở thành một, liên bang cộng hòa dân chủ sau khi hiến pháp có hiệu lực vào ngày 26 Tháng 1 năm 1950; từ đó được tổ chức là ngày Cộng hòa. Cấu trúc chính phủ tương tự như của Vương quốc Anh nhưng trong một hệ thống liên bang. Rajendra Prasad trở thành tổng thống đầu tiên của Ấn Độ.

## Chính phủ

### Danh sách thống đốc
| Tên (sinh–mất)                                | Hình ảnh                   | Bắt đầu                    | Kết thúc                   | Vua                        |                            |
| Thống đốc Ấn Độ, 1947–1950                    | Thống đốc Ấn Độ, 1947–1950 | Thống đốc Ấn Độ, 1947–1950 | Thống đốc Ấn Độ, 1947–1950 | Thống đốc Ấn Độ, 1947–1950 | Thống đốc Ấn Độ, 1947–1950 |
| --------------------------------------------- | -------------------------- | -------------------------- | -------------------------- | -------------------------- | -------------------------- |
| Tử tước Mountbatten của Miến Điện (1900–1979) |                            | 15 tháng 8 năm 1947        | 21 tháng 6 năm 1948        | George VI                  |                            |
| Chakravarti Rajagopalachari (1878–1972)       |                            | 21 tháng 6 năm 1948        | 26 tháng 1 năm 1950        | George VI                  |                            |

### Danh sách thủ tướng
| № | Tên (sinb–mất); bầu cử                      | Hình ảnh | Đảng phái (Liên minh) | Nhiệm kỳ            | Nhiệm kỳ            | Nhiệm kỳ | Bầu cử (Lok Sabha) | Hội đồng Bộ trưởng | Vua              |
| - | ------------------------------------------- | -------- | --------------------- | ------------------- | ------------------- | -------- | ------------------ | ------------------ | ---------------- |
| 1 | Jawaharlal Nehru (1889–1964) MP cho Phulpur |          | Quốc hội Ấn Độ        | 15 tháng 8 năm 1947 | 26 tháng 1 năm 1950 |          | —                  | Nehru I            | Lord Mountbatten |